# Epidendrum selaginella
Epidendrum selaginella är en orkidéart som beskrevs av Rudolf Schlechter. Epidendrum selaginella ingår i släktet Epidendrum och familjen orkidéer. Inga underarter finns listade i Catalogue of Life.